# Josef Duchač
Josef Duchač, né le 19 février 1938 à Bad Schlag en Tchécoslovaquie, aujourd'hui partie de Jablonec nad Nisou en République tchèque, est un homme politique allemand du Land de Thuringe, membre de l'Union chrétienne-démocrate d'Allemagne (CDU).
Il a été ministre-président de Thuringe entre 1990 et 1992, à la suite de la réunification allemande.

## Biographie

### Enfance et jeunesse
Issu d'une famille d'ouvriers allemands des Sudètes, il est expulsé de Tchécoslovaquie avec ses parents à la fin de la Seconde Guerre mondiale. La famille s'installe alors à Gotha, en zone d'occupation soviétique en Allemagne. En 1957, il passe avec succès son abitur et adhère à l'Union chrétienne-démocrate d'Allemagne de l'Est (CDU/DDR).

### Études et premiers emplois
Il entame alors des études de chimie et mathématiques à l'institut pédagogique de Mühlhausen, qu'il abandonne dès 1958. Il travaille d'abord comme vendeur de journaux, avant d'être embauché, en 1959, par une industrie publique (VEB) de caoutchouc à Waltershausen. Il y travaille deux ans.

### Formation d'ingénieur
Il suit, entre 1961 et 1964, des études d'ingénieur dans une école de génie du plastique à Fürstenwalde, dans le Brandebourg, où il obtient un diplôme d'ingénieur chimiste. Il retourne alors au sein de sa VEB, où il travaille jusqu'en 1986 au département d'ingénierie. Au cours de sa carrière, il a suivi des cours par correspondance de l'université technique de Dresde, devenant, en 1973, ingénieur économiste.

### Implications en politique
Promu vice-président de la CDU/DDR dans l'arrondissement de Gotha en 1986, il entre au conseil d'arrondissement, où il est nommé responsable du Logement en 1989. Il doit cependant retourner dans son entreprise pendant six mois, afin d'en prendre la direction, l'équipe dirigeante précédente, mise en place par le Parti socialiste unifié d'Allemagne (SED), ayant été limogée.

### Précurseur de l'autonomie de la Thuringe
En octobre 1989, il prend la présidence du parti dans l'arrondissement et, deux mois plus tard, il intègre le comité directeur national. Dès le 11 janvier 1990, il est nommé représentant du gouvernement est-allemand dans le district d'Erfurt, puis porte-parole du Land de Thuringe au mois d'août suivant, à la suite de la reconstitution des Länder le 22 juillet 1990. Le 1er octobre, il devient représentant du Land, officiellement constitué deux jours plus tard.

### Ministre-président de Thuringe
Aux élections régionales du 14 octobre suivant, il conduit la campagne de l'Union chrétienne-démocrate d'Allemagne, qui remporte 45,4 % des voix et 44 députés sur 89 au Landtag. Ayant constitué une coalition noire-jaune avec le Parti libéral-démocrate (FDP), qui détient 9 élus, Josef Duchač est investi comme ministre-président de Thuringe le 8 novembre par les députés régionaux.
Bien qu'il ait « survécu », en décembre 1991, à une motion de censure déposée par le Parti social-démocrate d'Allemagne, il annonce, le 23 janvier 1992, sa démission de la direction du gouvernement, estimant avoir perdu la confiance de son groupe parlementaire après des révélations sur sa possible collaboration avec la Stasi. Il est remplacé, le 5 février, par Bernhard Vogel.

### Après la politique
À la suite de son retrait de la vie politique, il a beaucoup voyagé afin de gérer les missions à l'étranger de la fondation Konrad Adenauer, institut de réflexion de la CDU, à Lisbonne, Saint-Pétersbourg et Budapest.